# Amerikaanse naakthond
De Amerikaanse naakthond of American Hairless Terrier is een hondenras dat afkomstig is uit de Verenigde Staten. Het ras stamt af van de Rat Terrier. Uit een spontane mutatie in een nestje Rat Terriers is in 1972 deze naakthond ontstaan. Ook nu nog wordt de Rat Terrier gekruist met de Amerikaanse naakthond om verse bloedlijnen te introduceren. De hond heeft als enige naakthondenras totaal geen lichaamsbeharing. Met uitzondering van wenkbrauw - en snorharen.